# أغنية لمارتن
أغنية لمارتن (بالسويدية: En sång för Martin) فيلم دراما سويدي أنتجه وأخرجه المخرج الدنماركي بيل أوقست عام 2001 مقتبس عن رواية [Boken om E] للكاتبة السويدية أولا إساكسون.

## روابط خارجية
- أغنية لمارتن على موقع IMDb (الإنجليزية)
- أغنية لمارتن على موقع ميتاكريتيك (الإنجليزية)
- أغنية لمارتن على موقع روتن توميتوز (الإنجليزية)
- أغنية لمارتن على موقع نتفليكس (الإنجليزية)
- أغنية لمارتن على موقع ألو سيني (الفرنسية)
- أغنية لمارتن على موقع Turner Classic Movies (الإنجليزية)
- أغنية لمارتن على موقع أول موفي (الإنجليزية)
- أغنية لمارتن على موقع بوكس أوفيس موجو (الإنجليزية)
- أغنية لمارتن على موقع فيلمافينيتي (الإسبانية)
- أغنية لمارتن على موقع قاعدة بيانات الأفلام السويدية (السويدية)